# Christopher McQuarrie
Pour les articles homonymes, voir McQuarrie.
Christopher McQuarrie est un scénariste et réalisateur américain né le 25 octobre 1968 à West Windsor Township près de Princeton dans le New Jersey.
Il est surtout connu pour sa collaboration avec le réalisateur Bryan Singer, notamment pour le film Usual Suspects, et avec l'acteur Tom Cruise, principalement pour la saga Mission impossible.

## Biographie
Christopher McQuarrie étudie à la West Windsor-Plainsboro High School du New Jersey. Il y rencontre Bryan Singer, avec qui il devient ami, ainsi qu'Ethan Hawke et James Murphy. Il travaille ensuite pendant 4 ans dans une agence de détectives privés. En 1992, il tente d'entrer à l'académie du New York City Police Department, avant d'être recontacté par son ami Bryan Singer pour écrire le scénario du thriller Ennemi public (Public access). Sorti en 1993, ce premier film est projeté dans divers festivals et obtient notamment le Prix du Jury au Festival du film de Sundance et au Festival du cinéma américain de Deauville.
Deux ans plus tard, ils se retrouvent pour le thriller policier Usual Suspects. Ce film au budget modeste (6 millions de dollars) est un immense succès critique et commercial. Christopher McQuarrie reçoit l'Oscar du meilleur scénario.
En 2000, il reste dans le thriller en y ajoutant une touche de western spaghetti pour sa première réalisation, Way of the Gun, avec Ryan Phillippe, Benicio del Toro et James Caan. Il participe brièvement au scénario de X-Men pour aider Bryan Singer. Il commence à développer avec Peter Buchman un scénario biographique sur Alexandre le Grand pour un projet de film réalisé par Martin Scorsese avec Leonardo DiCaprio. Finalement, ces deux derniers feront le film Aviator (2004) et le projet sera éclipsé par celui d'Oliver Stone : Alexandre avec Colin Farrell.
Après 8 ans d'absence, il retrouve Bryan Singer pour le scénario de Walkyrie, thriller politique sur le complot du 20 juillet 1944 contre Adolf Hitler. Tom Cruise y incarne Claus von Stauffenberg.
En 2010, il crée la série télévisée Persons Unknown qui compte 13 épisodes diffusés sur NBC. Il est ensuite chargé d'écrire le scénario de The Tourist, remake du film français Anthony Zimmer.
Après avoir participé au scénario de Mission impossible : Protocole Fantôme à la demande de Tom Cruise, il retrouve l'acteur pour Jack Reacher, adaptation d'un roman de Lee Child, dont il est également réalisateur.
En 2013, il coécrit les scénarios de Wolverine : Le Combat de l'immortel de James Mangold et Jack le chasseur de géants de Bryan Singer. Il retrouve ensuite Tom Cruise pour les cinquième et sixième volets de Mission impossible où il officie comme réalisateur et scénariste. Après avoir affirmé douter de rester sur la saga, il accepte de réaliser deux suites, prévues pour 2023 et 2024. Sauf que le huitième film de la saga fut repoussé en 2025.
En parallèle de Mission impossible, McQuarrie a annoncé qu’il prépare son prochain long-métrage, en tant que réalisateur, intitulé Broadsword. Le film devrait mettre en scène Tom Cruise, mais également Marion Cotillard et Henry Cavill (dont ce dernier a déjà travaillé avec Cruise et McQuarrie sur Mission impossible : Fallout).

## Filmographie

### Scénariste
- 1993 : Ennemi public (Public Access) de Bryan Singer
- 1995 : Usual Suspects (The Usual Suspects) de Bryan Singer
- 2000 : Way of the Gun (The Way of the Gun) de lui-même
- 2000 : X-Men de Bryan Singer (non crédité)
- 2008 : Walkyrie (Valkyrie) de Bryan Singer
- 2010 : The Tourist de Florian Henckel von Donnersmarck
- 2011 : Mission impossible : Protocole Fantôme (Mission: Impossible – Ghost Protocol) de Brad Bird (non crédité)
- 2012 : Jack Reacher de lui-même (écrit avec Josh Olson)
- 2013 : Jack le chasseur de géants (Jack the Giant Killer) de Bryan Singer (écrit avec Mark Bomback)
- 2013 : Wolverine : Le Combat de l'immortel (The Wolverine) de James Mangold (non crédité - écrit avec Mark Bomback)
- 2014 : Edge of Tomorrow de Doug Liman (écrit avec Dante Harper, Joby Harold, Alex Kurtzman, et Roberto Orci)
- 2015 : Mission impossible : Rogue Nation (Mission: Impossible – Rogue Nation) de lui-même
- 2017 : La Momie (The Mummy) d'Alex Kurtzman (coécrit avec Jon Spaihts)
- 2018 : Mission impossible : Fallout (Mission: Impossible – Fallout) de lui-même
- 2022 : Top Gun: Maverick de Joseph Kosinski
- 2023 : Mission impossible : Dead Reckoning (Mission: Impossible – Dead Reckoning) de lui-même
- 2025 : Mission: Impossible - The Final Reckoning de lui-même

### Réalisateur
- 2000 : Way of the Gun (The Way of the Gun)
- 2012 : Jack Reacher
- 2015 : Mission impossible : Rogue Nation (Mission: Impossible – Rogue Nation)
- 2018 : Mission impossible : Fallout (Mission: Impossible – Fallout)
- 2023 : Mission impossible : Dead Reckoning (Mission: Impossible – Dead Reckoning)
- 2025 : Mission: Impossible - The Final Reckoning

### Producteur
- 2008 : Walkyrie de Bryan Singer
- 2010 : Persons Unknown (mini-série)
- 2016 : Jack Reacher: Never Go Back d'Edward Zwick
- 2018 : Mission impossible : Fallout (Mission: Impossible - Fallout) de lui-même
- 2022 : Top Gun: Maverick de Joseph Kosinski
- 2022 : Reacher (série TV) - 8 épisodes
- 2023 : Mission impossible : Dead Reckoning (Mission: Impossible – Dead Reckoning) de lui-même
- 2025 : Mission: Impossible - The Final Reckoning de lui-même

### Acteur
- 1993 : Ennemi public (Public Access) de Bryan Singer : un policier
- 1995 : Usual Suspects (The Usual Suspects) de Bryan Singer : un policier à l'interrogatoire (non crédité)

## Distinctions

### Récompenses
- Festival du film de Sundance 1993 : Grand prix du jury, conjointement avec Bryan Singer et Adam Ripp pour Ennemi public (ex æquo avec Ruby in Paradise de Victor Nuñez)[5]
- Oscars 1996 : meilleur scénario original pour Usual Suspects[6],[7]
- BAFTA Awards 1996 : meilleur scénario original pour Usual Suspects[8]
- Chicago Film Critics Association Awards 1996 : meilleur scénario pour Usual Suspects[9]
- Independent Spirit Awards 1996 : meilleur scénario pour Usual Suspects[10]

### Nominations
- Oscars 2023 : Meilleur scénario adapté pour Top Gun: Maverick